# Horror humanum est
Ne doit pas être confondu avec Errare humanum est, perseverare diabolicum.
Horror humanum est est une série d'animation éducative française créée par Cédric Villain et diffusée principalement sur YouTube de janvier 2016 à novembre 2019.
Elle traite essentiellement de catastrophes, de crimes et de massacres ayant eu lieu au cours de l'histoire — tels que, par exemple, des génocides, des famines, des extinctions ou des techniques de torture. La série totalise 45 épisodes d'une durée d'environ 2 minutes, réalisés dans un style d'animation minimaliste.

## Contenu et sujets traités
Horror humanum est vulgarise des événements historiques généralement connus pour leur caractère cruel ou pour le nombre de morts qu'ils ont causés, tels que des génocides, des mutilations, des famines, des discriminations, des intoxications de masse, des massacres, des extinctions d'espèces, des techniques de torture, etc,. Des épisodes ont par exemple porté sur le siège de La Rochelle, la Shoah, l'Unité 731, le supplice de Robert-François Damiens, la catastrophe de Bhopal, les bombes nucléaires ou encore le Pogrom de Strasbourg,,.
Ces épisodes, d'une durée d'environ 2 minutes, sont racontés en voix off avec une approche ironique et sont visuellement constitués d'animations minimalistes — les personnages n'étant représentés que par des pictogrammes. Chaque vidéo nécessite entre 3 et 5 jours de travail selon le créateur de la série. Celle-ci est réalisée via les logiciels Adobe Illustrator, Adobe Animate et Adobe After Effects, et son contenu se base entre autres sur des ouvrages tels que Une histoire de la violence de Robert Muchembled, Peines de mort de Martin Monestier ou encore La Part d'ange en nous de Steven Pinker.
À partir de septembre 2017 et jusqu'à la fin de la série, des compléments aux épisodes — présentés face caméra et détaillant davantage le sujet — sont présents dans les vidéos, ce qui porte leur durée à une moyenne de 5 minutes,.

## Historique et financement
Le projet de réaliser une série animée qui résume dans un format court des massacres et des catastrophes survenues au cours de l'histoire vient à Cédric Villain dès 2012. Celui-ci, enseignant d'arts appliqués et réalisateur de films d'animation, soumet dans la même année une demande de subvention auprès du Centre national du cinéma et de l'image animée. Sa demande est acceptée, et il reçoit 12 000 € d'aide afin de produire la série.
Initialement imaginé pour une diffusion à la télévision, le projet ne trouve pas de chaîne permettant sa production. Cédric Villain décide alors de l'autoproduire et de le diffuser sur Internet, tout en en assumant lui-même l'écriture, l'illustration, la voix off et l'animation.
La diffusion des épisodes commence en janvier 2016. Alors que la chaîne YouTube de la série ne comptait qu'une dizaine de milliers d'abonnés, elle gagne rapidement en notoriété au cours de l'année 2017 après que d'autres vidéastes plus populaires ont parlé de celle-ci. En juillet 2018, elle totalisait 240 000 abonnés et près de 10 millions de vues tous épisodes cumulés.
Au delà de l'aide du CNC fournie en amont, la série est principalement financée par des dons via la plateforme Tipeee — les revenus publicitaires étant minimes en raison des sujets traités, les vidéos ne sont plus monétisées depuis 2017. Cédric Villain recevait ainsi en moyenne 800 € de donations par mois en 2018, qui ne permettaient cependant pas d'assurer la rentabilité du projet.
La série s'arrête après la diffusion de son 45e épisode, en novembre 2019, et une adaptation de cette dernière sous la forme d'un livre a vu le jour en 2020.